# بزرگراه ۱ اسرائیل
بزرگراه ۱ اسرائیل (כביש תל אביב – ירושלים، عربی: الطريق السريع 1‎) بزرگراه اصلی اسرائیل است که تل‌آویو و اورشلیم را به هم متصل می کند و به سمت شرق تا دره رود اردن در کرانه باختری ادامه می یابد.